# Котик (село)
Котик — село в Тулунском районе Иркутской области России. Административный центр Котикского муниципального образования. Находится примерно в 12 км к северо-западу от районного центра — города Тулун.

## Население
| 2002 | 2010  | 2011  | 2012  |
| ---- | ----- | ----- | ----- |
| 1221 | ↘1115 | ↘1112 | ↘1069 |

По данным Всероссийской переписи, в 2010 году в селе проживало 1115 человек (516 мужчин и 599 женщин).